# Alièze
Alièze é uma comuna francesa na região administrativa de Borgonha-Franco-Condado, no departamento de Jura. Estende-se por uma área de 5,86 km². Em 2010 a comuna tinha 159 habitantes (densidade: 27,1 hab./km²).